# 諾索爾特站
諾索爾特站（英語：Northolt tube station）是倫敦地鐵中央線位於伊靈區諾索爾特的地鐵站，介於格林福德和南萊斯里普之間的倫敦第5收費區。

## 歷史
1907年大西方鐵路在往伯明翰的新北主線、此站所在地興建了一個停車點。後來改名為「Northolt (for West End)」停車點，再改回原名，並獲得車站地位。此站在1948年關閉，中央線從北阿克頓延長一對新的軌道，現在的諾索爾特站在1948年11月21日。車站的啟用早在1930年代出現，但受第二次世界大戰影響延遲。

## 現時車站
此站設有一個島式月台，乘客可在其下方的票務廳抵達。以此站為總站的列車可以使用車站西面的調頭側線調頭，或使用車站東面的橫渡線更快回到中央倫敦。
中央線軌道以北是舊大西部鐵路新北主線由帕丁頓開始的單線軌道，現時只有貨物列車和每日1班的乘客列車（奇爾特恩鐵路營運）來往帕丁頓和傑拉德十字。此線上沒有任何月台。

## 圖片

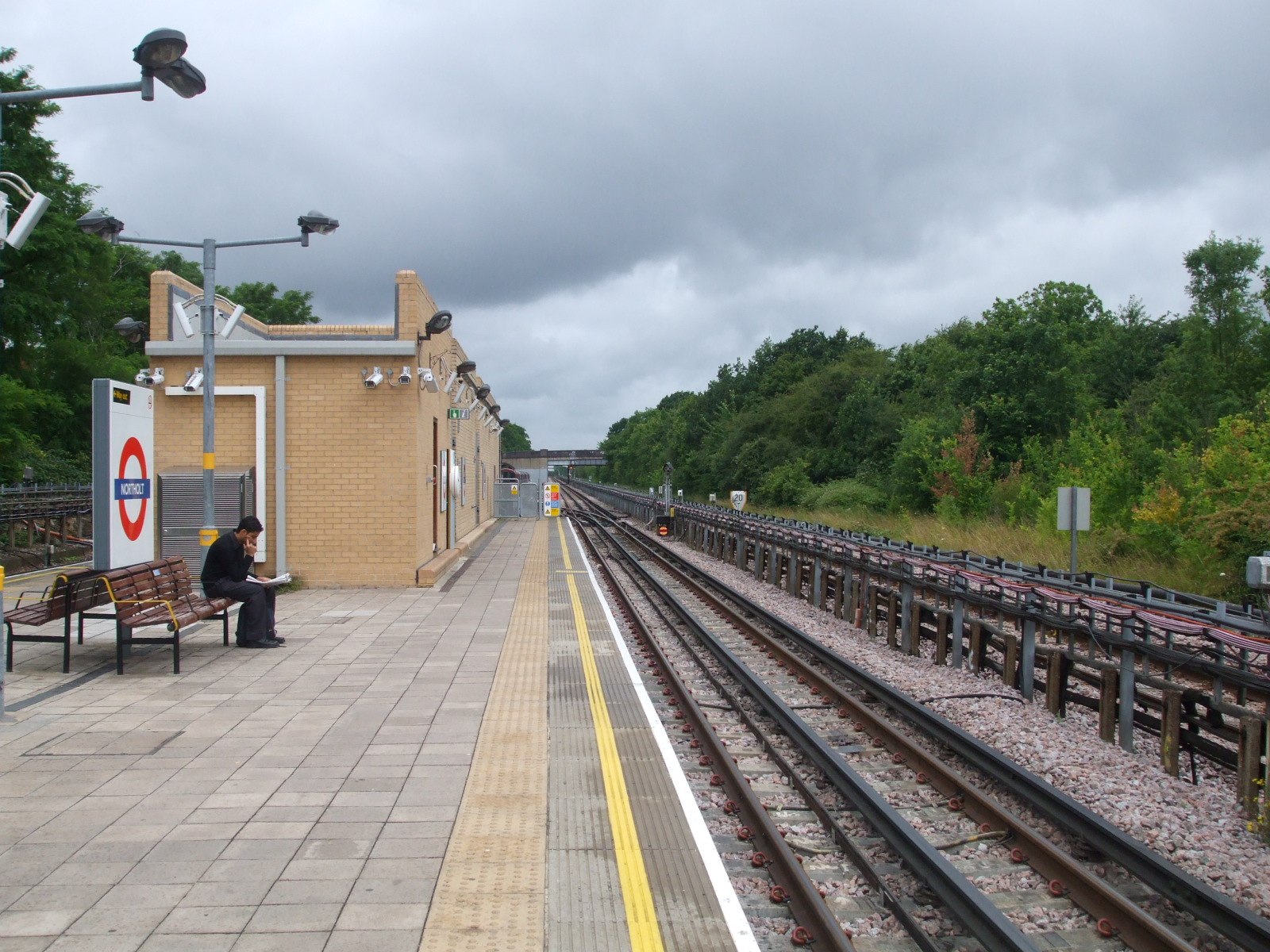
西望，舊大西部鐵路軌道在右側，前方有調頭側線
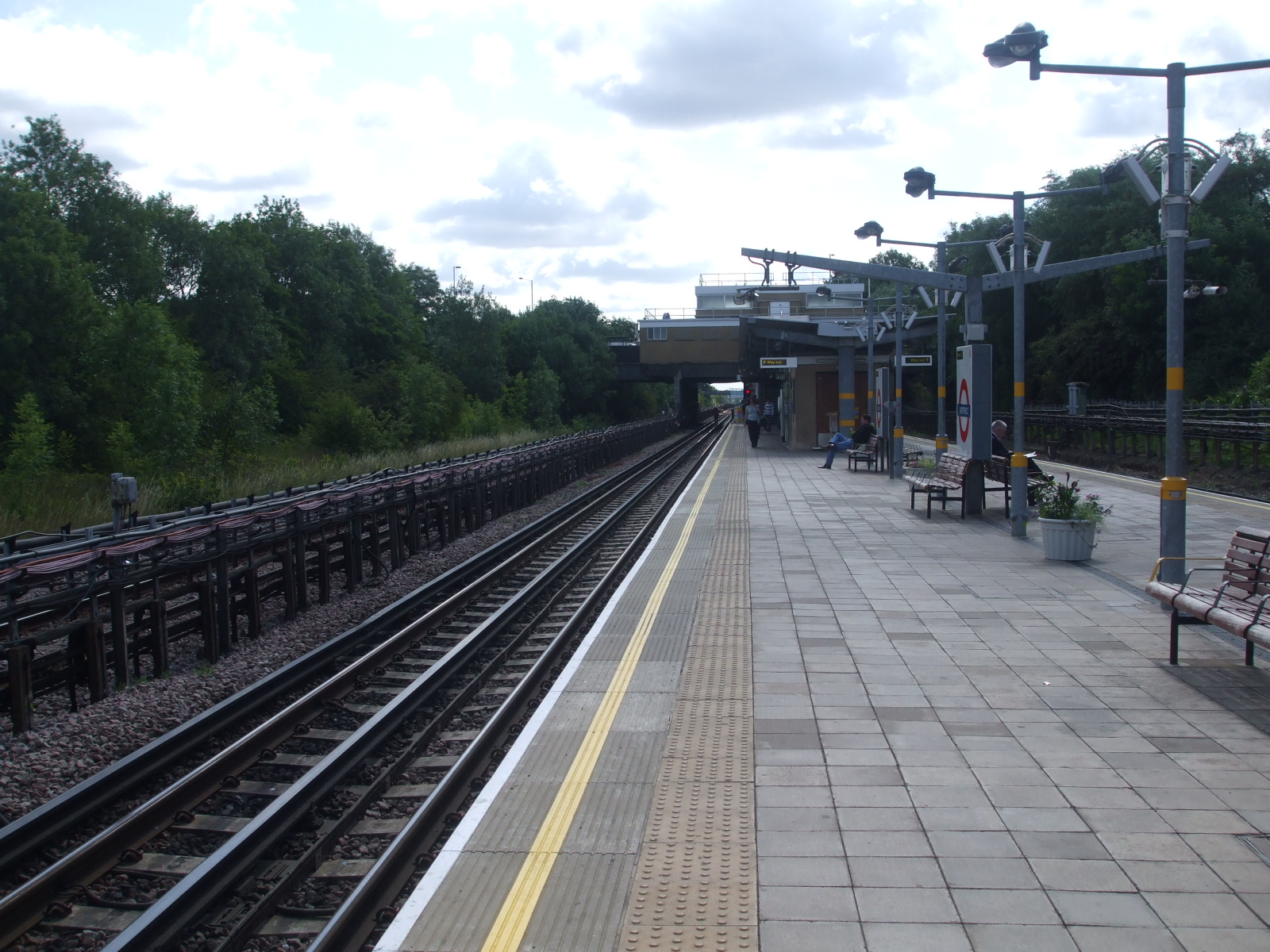
島式月台東望
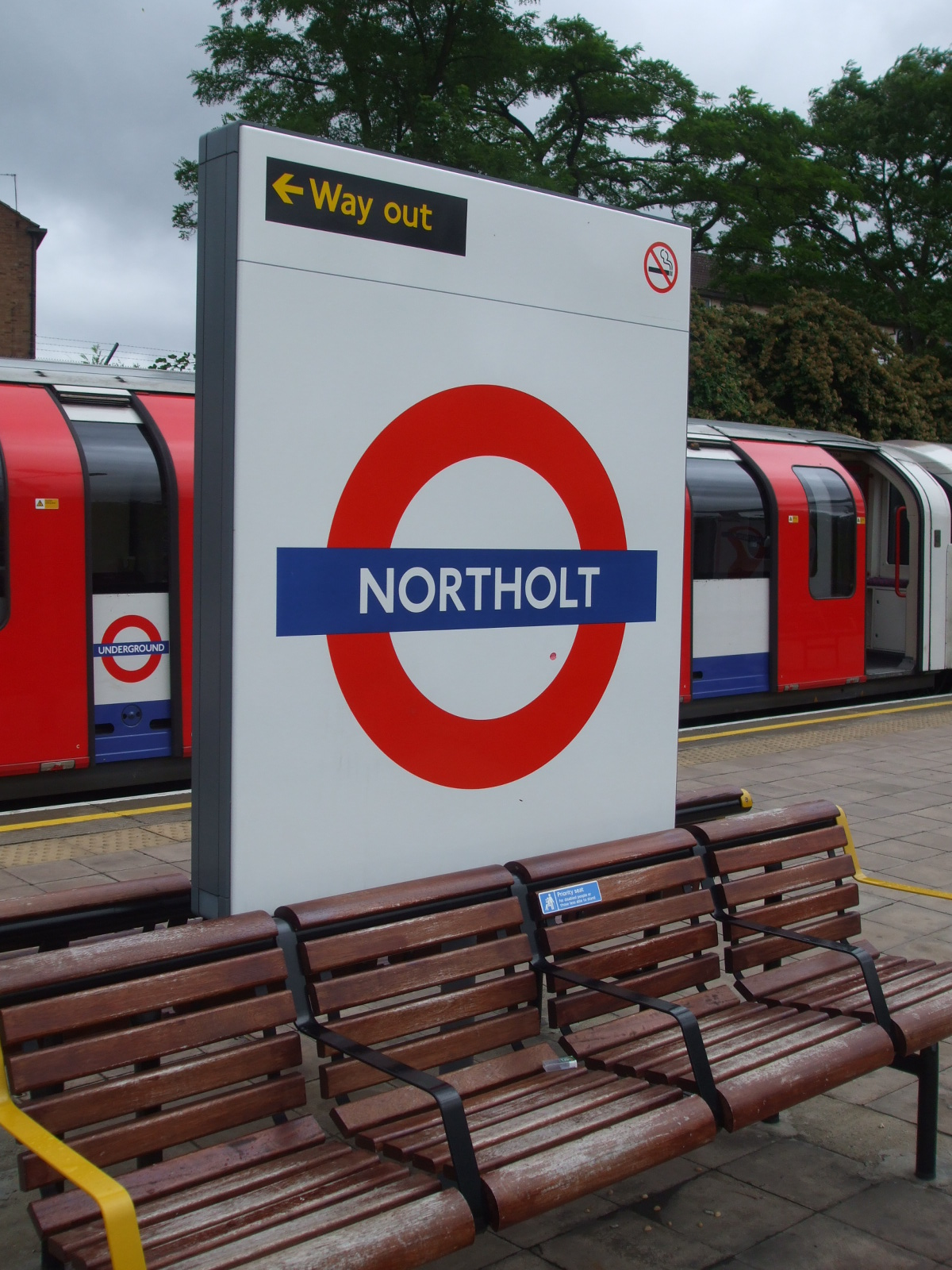
東行月台的倫敦地鐵標誌

## 接駁交通
倫敦巴士90、120、140、282、395、E10路及夜間路線N7路服務此站。